# 吕天成
吕天成（1580年—1618年），明朝戏曲家、评论家、文学家。字天成，一字勤之，号棘津，别号郁蓝生，浙江余姚人。

## 生平
明大学士吕本曾孙，為诸生。父吕胤昌，好戏曲。祖母孙氏，出自余姚横河孙氏，富藏书。从小博极群书，工诗词。二十岁初，就编剧上演，才华一时无二。

## 代表著作

### 剧作
吕天成创作宏富，其作品数量至今不能完全确认。现知著有《烟鬟阁传奇十种》，有《神女记》、《金合记》、《戒珠记》、《神镜记》、《三星记》、《双阁记》、《四相记》、《四元记》、《二淫记》、《神剑记》。戏曲评论著作《曲品校注》、《双栖记》、《李丹记》、《蓝桥记》、《碎琴记》和《玉符记》等5种。杂剧代表作《秀才送妾》、《胜山大会》、《夫人大》、《儿女债》、《耍风情》《缠夜帐》、《姻缘帐》。署名“竹痴居士”的作品《齐东绝倒》等 8种。闻名的《繡榻野史》是其少年时游戏之作。

### 评论
代表著《曲品》，是明代最重要戏曲理论和评论著作。《曲品》对前代中国戏曲做了当时最完整的收集整理和品评。品评了元朝末年至至吕天成生前各种传奇、散曲作家120人、作品230种。其中192种为首次著录，保存大量明代戏曲资料。另收集杂剧8种。

## 戏曲理论
吕天成对传奇创作强调故事人物的真是性（“事真”）和真情实感。在创作技巧和清洁布局上又强调“有意驾虚，不必与事实合”。人物情节要符合事理情理，但又要有艺术虚构和升华。吕天成对戏曲创作中的角色（“本色”、“当行”）也有独到见解。

## 外面連結
- 伊维德：〈“玩腻了的文人”：吕天成与万历晚期江南精英的生活方式（页面存档备份，存于）〉。